# Gradungúlids
Els gradungúlids (Gradungulidae) són una petita família d'aranyes araneomorfes. Fou descrita per primera vegada per Raymond Robert Forster l'any 1955.
Són de mida mitjana a gran, són haplogines, però tenen dos parells de pulmons en llibre com els migalomorfs.

## Sistemàtica
Els gradungúlids són una petita família. Segons el World Spider Catalog amb data de 28 de febrer de 2019, hi ha reconeguts 7 gèneres i 16 espècies, xifra que és manté estable en el darrers anys.
- Gradungula Forster, 1955
- Gradungula sorenseni Forster, 1955 (Nova Zelanda)

- Kaiya Gray, 1987
- Kaiya bemboka Gray, 1987 (Nova Gal·les del Sud)
- Kaiya brindabella (Moran, 1985) (Territori de la capital australiana)
- Kaiya parnabyi Gray, 1987 (Victòria)
- Kaiya terama Gray, 1987 (Nova Gal·les del Sud)

- Macrogradungula Gray, 1987
- Macrogradungula moonya Gray, 1987 (Queensland)

- Pianoa Forster, 1987
- Pianoa isolata Forster, 1987 (Nova Zelanda)

- Progradungula Forster & Gray, 1979. És l'únic gènere cribel·lat de la família. És una aranya gran amb potes molt llargues; s'assembla a Hickmania, un austroquílid.
- Progradungula carraiensis Forster & Gray, 1979 (Nova Gal·les del Sud)
- Progradungula otwayensis Milledge, 1997 (Victòria)

- Spelungula Forster, 1987
- Spelungula cavernicola Forster, 1987 (Nova Zelanda)

- Tarlina Gray, 1987
- Tarlina daviesae Gray, 1987 (Queensland)
- Tarlina milledgei Gray, 1987 (Nova Gal·les del Sud)
- Tarlina noorundi Gray, 1987 (Nova Gal·les del Sud)
- Tarlina simipes Gray, 1987 (Queensland)
- Tarlina smithersi Gray, 1987 (Nova Gal·les del Sud)
- Tarlina woodwardi (Forster, 1955) (Queensland)

## Superfamília Austrochiloidea
Els Gradungúlids havien format part de la superfamília dels austroquiloïdeus (Austrochiloidea). Les aranyes, tradicionalment, havien estat classificades en famílies que van ser agrupades en superfamílies. Quan es van aplicar anàlisis més rigorosos, com la cladística, es va fer evident que la major part de les principals agrupacions utilitzades durant el segle XX no eren compatibles amb les noves dades. Actualment, els llistats d'aranyes, com ara el World Spider Catalog, ja ignoren la classificació de superfamílies.